# Chapelle de Sant Joan d'Horta

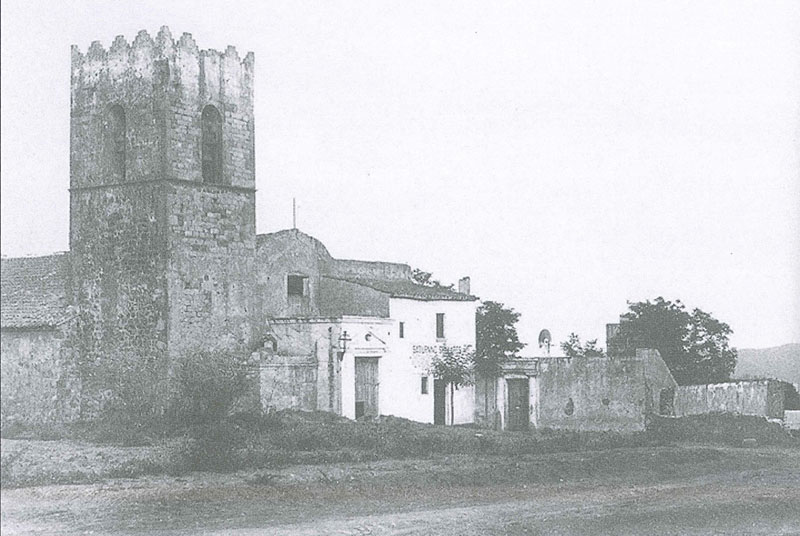
Photo de l'église San Juan d'Horta prise avant 1909.

La Chapelle de Sant Joan d'Horta (en français, Chapelle Saint-Jean d'Horta) est une peinture à l'huile de Joan Miró achevée en 1917. Elle représente l'église Saint-Jean d'Horta (es) à Barcelone.